# Породица Синобад
Синобади (итал. Sinobad di Knin), српска су племићка породица из Книна (прецизније речено: из Книнског Поља).
Породица је првотно живела у Херцеговини, која је у време њиховог боравка на том простору била у саставу српског Војводства Светог Саве (1435–1483) и нешто раније у саставу српске жупанске Рашке области.
Синобади су славна морлачка породица (Морлак, тј. Моровлах / Црни Влах – Србин ускок), која је уз друге српске племићке породице попут Јанковића (Митровића), Рашковића, Богуновића, Владимировића, Качића, Будисављевића и других, креирала историју Срба на овим просторима од 16. до 20 века.
Ова породица ће остати упамћена у српској националној историји по томе што је дала многе истакнуте личности, које су се истицале борбом за одржање и ослобођење српског националног корпуса, односно простора.

## Најистакнутији чланови породице Синобад
Петар Синобад
Први познати предак је Петар-Перица Синобад (16??-1684). Он се доселио из Херцеговине (заједно са своја три брата Митром, Филипом и Јованом) на подручје Млетачке републике (итал. Serenissima Repubblica di Venezia: 697–1797).
Браћа су имала барем једну сестру, пошто се 1702. године помиње чета од 60 хајдука, коју су предводили „Синобадов сестрић“ (Јованов) и Вид Петровић са Далматинског Косова.
Прво место досељења је Ражанац, испод Велебита, 20 км западно од Новиграда на мору.

Петар је одмах по досељењу у Ражанац постао поглавар (кнез) насеља, а његови синови су касније постали војници млетачке војске и тако се борили против Турака. Он је био писмен и образован човек.
Због јуначког учествовања Петра и његових синова у одбрани од Турака, млетачке власти су им доделиле имања и куће ранијих турских ага и бегова. Петар је погинуо у априлу 1684. године, заједно са својим старијим сином Митром (Дмитром), од стране хајдучке дружине Илије Јанковића Митровића (брата Стојана Јанковића). Извршилац Петровог убиства је био Митровићев човек по имену Радан Матић, из Бргуда.
Повод за убиство је било супарништво ове две главарске куће, као и спор око напуштене турске земље, тј. то што је Јовановог стрица (чије име није остало забележено) у обрађивању поседа ометао је наоружани Илија Митровић.
Нешто касније (1690. године), Алесандро Молина (16??–17??), тј. итал. , генерални провидур за Далмацију и Албанију (владао: 1689–1692), тј. итал. Provveditore generale in Dalmazia e Albania је, да би спречио крвну освету, поставио Јована Синобада за команданта Звониграда, уклонивши тако ову породицу из близине Митровића.
Тек је млетачком адмиралу Данијелу Долфину (1656–1729), тј. итал. Daniele Dolfin, генералном провидуру за Далмацију и Албанију (владао: 1692–1696) пошло за руком, да у марту 1692. године изглади ову „стару вражду међу кућом Јанковића и кућом Синобада“.
Митар П. Синобад
Митар Синобад (16??-1684), син Петров, је одмах по доласку на подручје Млетачке републике био примљен у млетачку војску, учествујући у многим борбама против Турака у току тзв. Кандијског рата (итал. La guerra di Candia), тј. Шестог турско-млетачког рата (1645–1669).
Српски војвода Митар је ратовао (у склопу српске морлачке војске) против Турака, под Илијом Смиљанићем (16??-1654), главнокомандујућим ускочким харамбашом и сердаром (војни чин изнад војводског), а потом и под главнокомандујућим (од 1681. године) ускочким сердаром Стојаном Јанковићем Митровићем (1636–1687), сином харамбаше Јанка Митровића (1613–1659), кога Млеци називају „capo principale de Morlachi“, а за ослобођење Далмације и Лике.
Митар се посебно истакао приликом освајања Земуника и у борбама око Гламоча. Убијен је заједно са оцем Петром 1684. године. Од Михаила, јединог сина Митра, није остало мушког потомства.
Филип П. Синобад
Филип Синобад је средњи син Петров и рођени брат Митра и сердара Јована. Био је храбар борац, а учествовао је у многобројним борбама против Турака заједно са својом браћом Митром и Јованом. Због огромне храбрости у борбама против Турака вршио је дужност барјактара.
Он је декретом од 26. јуна 1691. године унапређен у чин капетана, те је био постављен за капетана (команданта/управника) тврђаве Звониград и тиме заменио на тој дужности брата Јована, који је именован за сердара Книнске Крајине. На тој дужности Филип је остао све до 1694. године, када је услед тешке болести умро.
Заменио га је синовац Михајло, Митров син.
Филип је имао два сина од мушке лозе и то Матију и Дамјана, који припадају трећем колену породице Синобад. Од Филиповог старијег сина Матије, који је погинуо при опсади Улциња (од 10. августа до 5. септембра 1696. године), није остало мушког потомства. Даљу (данашњу) лозу породице продужио је његов млађи син Дамјан, који је био млађи Филипов син. Нема података о години његовог рођења.
Зна се само да се после очеве смрти преселио са породицом из Буковице у Книн, али се није нешто посебно истицао у вршењу војних или цивилних дужности за време владавине Млетачке републике.
Он је од мушког потомства имао три сина: Лазара, Јована и Илију.
Потомци Дамјановог сина Лазара имају следеће породичне надимке: Гускови (они су од Лазаревог сина Митра), Панини, Оличини и Сишини (ова три надимка носе потомци Трифуна, сина Лазаревог).
Потомци Дамјановог сина Јована имају следеће породичне надимке: Доратићи, Тришићи, Катићи, Југови, Мирковчини, Владини и Петракови.
Потомци Дамјановог сина Илије имају следеће породичне надимке: Васинови, Стеванови и Шпирини.
Јован П. Синобад
Јован Синобад је био најмлађи син Петров. Његова година рођења није у архивским документима забележена, мада је он најславнији припадник породице Синобад, који је за своју храброст и јунаштво против Турака, добио највиша звања и титулу почасти од Млетачке републике.
По заслугама и успесима Јован се може неспорно упоредити са познатим ускочким вођама Вуком Мандушићем (16??–1648), Илијом Смиљанићем (16??–1654) и Стојаном Јанковићем (1636–1687). Његови подвизи су опевани у многим народним песмама.
Одлуком од 1. јула 1684. године, млетачког провидура Доменика Монћенга (1624–1694), тј. итал. Domenico Mocenigo, генерални провидур за Далмацију и Албанију, тј. итал. Provveditore generale in Dalmazia ed Albania Јован је награђен кућом и великим земљишним имањем код Карина</ref>.
За заслуге за освајање Книна, Синобад је награђен великим имањима, која су припадала турским агама Челићу и Куртовићу..
После пада Книнске тврђаве, Јован је за кратко време очистио Книнску Крајину од Турака, укључујући и Звониград, који се налазио 5 km јужно од Зрмање.
За успехе које је постигао у борбама са Турцим код Ливна (1695), Силвестера Валијера (1630–1700), тј. итал. Silvestro Valier, дужд Млетачке републике (владао: 1694–1700) га је својим дукалом (дуждева повеља/декрет/указ) од 30. јануара 1696. године прогласио витезом (каваљером) Св. Марка, одликујући га златном колајном (вредном 300 дуката).
Млечанин Анђело Емо (1666–1750), тј. итал. , генерални провидур за Далмацију и Албанију (владао: 1714–1717) је 18. јануара 1714. године именовао витеза Јована Синобада за пуковника и супраинтенданта, осим книнске, још и Дрнишком и Врличком крајином.
Последњи рат са Турцима Јован је водио код Гламоча, 1715. године, потукавши војску босанског паше.
Тад је турски буљубаша Мујо Ножинић својим копљем задао смртни ударац Јовану, али је и Мујо погинуо од Јованове пратње. Јован је издахнуо на рукама својих бораца у селу Роре на ивици Гламочког поља. Сахрањен је у порти српске православне цркве Св. Ђорђа на Синобадовој главици, где и данас почива. Од Јандрије (Андрије), јединца Јована Синобада, није остало мушког потомства.

## Песник Андрија Качић и Јован Синобад
Српски племић и песник Андрија Качић Миошић (1704–1770) је у својој књизи „Razgovor ugodni naroda slovinskoga“ (Venezia: 1756) овековечио Синобаде, кроз песму Pisma od Grada Knina i gniegovi Vitezova.
Pisma od Grada Knina i gniegovi Vitezova.
»...
Jedan bisce mlagian Capetane

Po imenu Mitar Sinobade

Çesto junak na vojsku igiasce

Robbih turska sella i Varosce.
Drughi bisce mlagian kavalire

Po imenu Sinobad Ivane,

Koji çesto na vojsku igiasce

I na konju turke razgogniasce.
Kanno orrah bile Labutove

Kanno soko male Golubove

On bjele okrvavi ruke

Sikuch mlade kraiscnike turke.
Ko pridobih Passu Akszala

Na Graovu pogliu scirokomu

Neggo vitez Sinobad Jovane

I gnegovi kraiscniczi mladi.
Ko uffatih silnoga junaka

Po imenu Makrem Kamaniu

Uffatiga Sinobad Ivane,

od kraine Kninske kavalire.
Ko uppalih kulu u Bilaju

I u kuli dvista vitezova

Sve turaka po izboru junaka

Neggo vitez Sinobad Ivane.
Ko pogubih Pakvich Ibraima

Gliutuh zmiju na glasu delliju

Pogubiga Ive Sinobade

Uppalimu kulu i dvorove.
Ko porrobih Livno do Majdana,

Josc i Majdan u Bosni ponosnoj

Porrobiga Ive Sinobade

I gniegovi maladi kraiscniczi.
Ko pod Signem glave odsiczasce

Kadno gnega Corner uzzimasce

Odsieczasce Ive Sinobade

Silnih junak na glasu Serdare.
Za gniegovo velliko junasctvo

Duxde gnemu dadde kavalirstvo

Zlatno krilo od zlata medaglie

Ravna poglia zelene livade.
...«

## Носиоци сердарске титуле Книнске Крајине
Синобади су били једна од најистакнутијих фамилија у северној Далмацији и стога је веома велики број помена ове породице у историјским изворима.
Били су сердари Книнске Крајине. А сердар Јован Синобад, стекао је чак и високу млетачку племићку титулу витеза (каваљера) св. Марка (итал. Cavalieri di San Marco).
Списак свих носиоца сердарске титуле за Книнску Крајину
- Јован П. Синобад (сердар: 1691–1715)
- Андрија Ј. Синобад (сердар: 1715–1726)
- Петар В. Стојисављевић – Митровић (сердар: 1726–1729)
- Јаков Буси – Синобад , тј. итал. Giacomo Buzi Sinobad (сердар: 1729–1749)
- Андрија Ј. Буси – Синобад, тј. итал.  (сердар: 1749–1774) и Франческо Буси – Синобад, тј. итал.  (сердар: 1749–1754), привремени вршилац дужности сердара
- Јаков А. Буси – Синобад, тј. итал.  (сердар: 1774)
- Гајетано А. Буси – Синобад, тј. итал.  (сердар: 1774–1784)
- Јосип Ј. Буси – Синобад, тј. итал.  (сердар: 1784–1811)

Додељивање/наслеђивање титуле сердара Книнске Крајине
Указом од 20. септембра 1691. године, Алесандро Молина (16??–17??), тј. итал. , генерални провидур за Далмацију и Албанију (владао: 1689–1692) проглашава Јован Синобад сердаром Книнске Крајине.
Када је Јован погинуо је 1715. године, у једном сукобу са Турцима на Гламочком пољу, сердарску титулу је наследио његов син Андрија (Јандрија).
После смрти Андрије Синобада, 1726. године, сердарство није уопште прешло на његовог брата од стрица, Дамјана (Филиповог) Синобада, већ прво на Петра Стојисављевића – Митровића (у питању је син Вучена Стојисављевића и Марије, ћерке Илије Јанковића Митровића), а убрзо затим (1729) на католика, потпоручника редовне војске, Јакова Синобада – Бусија.
Он је био сродник православних Синобада по женској линији, односно, презиме Синобад носио је по мајчином роду (син је Филипове ћерке). 
Јаков је чак и живео у домаћинству Дамјана Синобада (Филиповог сина). По мушкој линији Јаков је био потомак италијанске племићке породице Буси (итал. Buzi), која је пореклом из Милана. Њега је 1749. наследио син, сердар Андрија, кога је (због малолетства) до 1754. године, као вршилац дужности сердара заступао је његов рођак Франческо Буси – Синобад. Андрија ће на тој функцији остао до своје смрти, 1774. године.
После Андрије, сердар је постао његов старији син, Јаков, који је исте године умро. Следећи сердар из ове породице био је малолетни Гајетано, који је 1784. године умро од куге. Његов стриц Јосип (син Јакова старијег), био је последњи кнински сердар, а такође се његовом смрћу (1811) гаси (по мушкој линији) и ова грана породице Синобад.

## Расељавање породице Синовад и њихове крсне славе
Синобади су мигрирали попут многих других српских морлачких породица из данашње Херцеговине у Далмацију. Ова кретања од Турака притиснутих Срба ишла су чешће уз далматинску обалу, а знатно ређе преко Босне, мада је то највише зависило од самог стања на терену у датом тренутку.
Наиме, још у почетком 17. века се ова породица помиње у Далмацији. У документима је забележено, да је 1616. године у Покровнику у Далматинској загори, југозападно од Дрниша, живела породица – Синобадовић. Сматра се да су они тада, заједно са још неким породицама, спадали у „нове становнике“ Покровника (с обзиром да није било нових досељеника од 16. века, ова породица је бар од тада ту настањена).
Модрино Село и Карин 
Синобади су се, на челу већег броја породица, 1684. године доселили из Модриног Села у Буковици у Карин (на попису становништва из 1709. године, још увек није постојала подела на Горњи Карин и Доњи Карин, već samo – Karin), истом приликом они су из Зеленграда одвео многе породице у Надин и Раштевић.
Због тога је генерални провидур Доменико Моћениго, у јулу месецу те године, поклонио Јовану Синобаду кулу каринског диздара, коју народ и данас назива – Синобадуша.
Ова породица је имала поседе и у Будину, који се такође помињу 1684. године. Забележено је, да су Синобади били у сродству са неком муслиманском (исламизованом) породицом у Модрином Селу. Наиме, „сродник“ Јована Синобада је био извесни „Турчин Модра“ из овог места. Његову кућу у Модрином Селу је 1692. године Јовану доделио генерални провидур Долфин.
Није познато у каквом су сродству Синобади били са Модром, односно, да ли су то били родбинске везе по мушкој, женској или брачној линији.
Постојало је и извесно среодство између Јована и Милије Баљка из Бргуда, за кога је Синобад 1701. године изјавио „да му је род“ (али не зна у ком степену).
Книнско Поље и Книн
У освајању Книна 1688. године, поред осталих учествовао је и Јован Синобад. За заслуге за освајање Книна, Синобад је награђен великим тамошњим имањима. Породица Синобад се већим делом настанила у Книнско Поље (некада посебно насеље, а данас део Книна).
Крсна слава породице Синобад је из Книнског Поља је св. Ђорђе (Ђурђевдан).
Из Книнског Поља су се огранци Синобада расељавали у различитим правцима. У Книнском Пољу Синобади живе у Вароши Синобада, како се зове „одломак“ Книнског Поља, код цркве св. Ђорђа. Ову земљу, између Булиног моста, потока Радљевца и пута (60 падованских канапа) добио је сердар Јован Синобад. Уз то је он добио и један канап винограда и кућу са вртом у Книну.
 
У сам Книн је огранак породице прешао око 1800. године.
Око 1920. године ова породица је ту бројала петнаест домаћинстава, а средином 20. века је у овом месту било 112 Синобада, распоређених у двадесет осам домаћинстава (у тај број су урачунати носиоци овог презимена у Книну и Книнском Пољу). У катастарском попису Книна из 1830. године помиње се православна породица Синобад.
Кнински трговац Спиридон Синобад, „љубитељ књижества“, налази се у попису пренумераната на „Србско – далматински алманах“ 1836 – 1840. године. Претплатник на овај алманах 1838 – 1840. био је и Теодор Синобад из Книна, а 1840. године „Сава иначе Тома Синобад“.
У „книнско варошко језгро“ 1904. године спадао је и Симо Синобад, поседник и трговац. Међу претплатницима на књиге Српске књижевне задруге 1892. године појављује се он, као и Јово Т. Синобад, трговац и поседник. Око 1920. године су у самом Книну била три домаћинства Синобада, која су славила исту славу као и њихови рођаци у Книнском Пољу.
Коларина код Бенковца
Огранак Синобада се из Книнског Поља иселио у Коларине код Бенковца, где их је 1948. године било девет у једном домаћинству. По предању, потичу од једног Синобада из Книнског Поља, који се оженио из Буковице 1868. године, и прешао да живи код жене на имању. За разлику од својих рођака у Книнској Крајини, коларински Синобади славе св Јована (Јовањдан), а славу су променили због призећивања њиховог претка.
Брибир
Из бенковачког огранка су пореклом и Синобади у Брибиру, којих је средином 20. века било осам у једном домаћинству.
Скрадин
Пореклом из Книнског Поља су свакако и скрадински Синобади. На први помен породице Синобад везан за Скрадин наилазимо 1706. године, када је каваљер Јован Синобад добио статус општинског племића овог места. Није познато, да ли је породица констано боравила од прве половине 18. века у овом месту, или су ту у једном периоду само имали поседе, а живели у Книнском Пољу.
Поуздано се зна, да су Синобади су били трговачка породица у првој половини 19. века. Андреј Синобад, трговац из Скрадина, налази се у попису пренумераната на „Србско – далматински алманах“ 1836. године. Он се, заједно са Јованом Синобадом помиње међу претплатницима на „Србско – далматински алманах“ из 1837. године.
Јован и Јекатарина Синобад из Скрадина били су претплатници на овај алманах 1838, а Јован и Теодор Синобад 1840. године. Јово Синобад се помиње у још једном извору у Скрадину 1838. године. Тада је он био трговачки ортак Николе Димитровића из Сплита. На православном гробљу код капеле св. Петке у Скрадину налази се надгробна плоча са породичним грбом Синобада, коју је 1889. године подигао Филип Синобад свом оцу Јови и стрицу Тоди Синобаду.
Филип Синобад, трговац и велепоседник, био је међу „познатим присташама“ Српске народне странке у Скрадину на прелазу из 19. у 20. век. Као начелник у Скрадину, помиње се међу претплатницима на књиге Српске књижевне задруге 1892. године.
Синобади су нестали из Скрадина пре 1948. године.
Сплит
Три породице Синобада су се, између два светска рата, доселиле у Сплит. Једна од њих је дошла из Книнског Поља, а две из Буковице. Након Другог светског рата (1941—1945) било је седам носилаца презимена Синобад у четири домаћинства у Сплиту.
Будва
Синобада има и у Будви, где су досељени „из Книна“, највероватније у 19. веку. Они славе св Јована (Јовањдан).
Оток
Године 1708. спомиње се међу приложницима сињског фрањевачког самостана Мате Синобад, римокатолик из Отока код Сиња. Католички Синобади су у даљем сродству са православним Синобадима.
Данас у Отоку нема носилаца овог презимена.

## Синобади од 19. века
Трифун М. Синобад
Један од најистакнутијих трибуна из ове племените породице је Трифун (Марка) Синобад. Био је веома угледан и имућан човек, јер је располагао са великим земљишним поседом у Книну и околини. Био је неколико пута биран за кнеза Книнског Поља, па је у том својству био члан општинског већа у Книну. Неколико пута био је старешина Црквеног одбора при цркви Св. Ђорђа.
Филип Ј. Синобад
У 19. веку породица је дала и Филипа (Јована) Синобада – трговца. Родио се 1852. године. Завршио је основну школу. Касније долази у Скрадин, где је стекао велико богатство. У више наврата биран је за начелника Скрадинске општине. Уз његову помоћ отворено је неколико основних школа у околним селима. Крајем 19. века он се налази на списку најугледнијих Срба у Далмацији, који су се истицали као добротвори.
Гојко Ј. Синобад
Гојко (Јандријин) Синобад је рођен 1878. године, и био је веома угледни свештеник у Северној Далмацији, а од потомства је имао синове: Душана Нику, Момира, Бошка и Страхињу. Поп Гојко је највише службовао као парох у Полачи и Врлици.
 
Био је истакнути борац за национално ослобођење и противник конкордата.
Момир Синобад је живео у Нишу, а имао је двоје деце, обоје архитекте, сина Гојка који је имао успешну пословну каријеру у Београду и Драгану, аутора Просторног плана Града Ниша 2010-2025 и првог Главног урбанисте града Ниша.
Велики број припадника породице Синобад у току Првог (1914–1918) и Другог светског рата (1941–1945) стали су на браник отаџбине.
Синиша Синобад
У Краљевини Југославији пред њену капитулацију истакао се пилот-ловац Југословенског краљевског ратног ваздухопловства Синиша Синобад (1910–1941) у покушају да пренесе државно благо из окупиране државе, односно да превезе истакнутије личности на сигурну територију.
Мирко Синобад
Највишу функцију у СФР Југославији из ове породице обављао је Мирко Синобад, који је био члан Председништва СР Хрватске.
Милош Н. Синобад
О породици Синобад у новије време највише информација је прикупио професор Милош Н. Синобад (1927–), који је своја открића преточио 2000. године у књигу „Племе Синобад: 1600–2000“.

## Италијански коментари из 1840. године о одећи Морлака
- Опис слике:
001 - „Album pittoresco della Dalmazia“, Vol. 1, Tom 2 (1840).
- Опис слике:
002 - „Album pittoresco della Dalmazia“, Vol. 1, Tom 2 (1840).
- Опис слике:
003 - „Album pittoresco della Dalmazia“, Vol. 1, Tom 2 (1840).
- Опис слике:
004 - „Album pittoresco della Dalmazia“, Vol. 1, Tom 2 (1840).